# San Lucas pintando a la Virgen (Heemskerck)
San Lucas pintando a la Virgen es una pintura de 1532 del artista holandés de la Edad de Oro Maarten van Heemskerck en el Museo Frans Hals.
Esta pintura muestra a un artista de fayenza en el papel de Lucas el Evangelista pintando a la Santísima Virgen y al Niño, con un autorretrato en el fondo como un ángel o una musa.  Es un ejemplo de un género bastante común de los siglos XVI y XVII en la pintura europea conocida como Lukas-Madonna en holandés.
Heemskerck lo pintó antes de su viaje a Italia para la iglesia de St. Bavo en Haarlem. Está pintado con una perspectiva exagerada, y no se puede observar correctamente donde está colgado hoy en la pared de un museo, porque fue diseñado para colgarlo en lo alto de una iglesia. La pintura se redujo y se dividió en dos, y el panel izquierdo y el derecho se reunieron después, pero la parte superior curvada que una vez mostró un loro en una jaula se ha perdido. Karel van Mander documentó una descripción completa de la pintura y el texto en el papel en la esquina inferior izquierda en su Schilder-boeck. 

Inscripción abajo a la izquierda en el "papel" de trampantojo: Tot memorie is Dese Taeffel gegeven / van mertin heemskerck diet heeft gewracht. / Ter eeren Sinte Lucae heeft hyt bedreven, / ons gemeen ghesellen heeft hy mede bedacht / wy moge hem dancken bij dage by nacht / van zyn milde gifte die hier staet present / Dus willen wy bidden met als ons macht / Dat gods gratie hem wil zijn omtrent / Anno Duysent VcXXXII ist volent 23.May. 

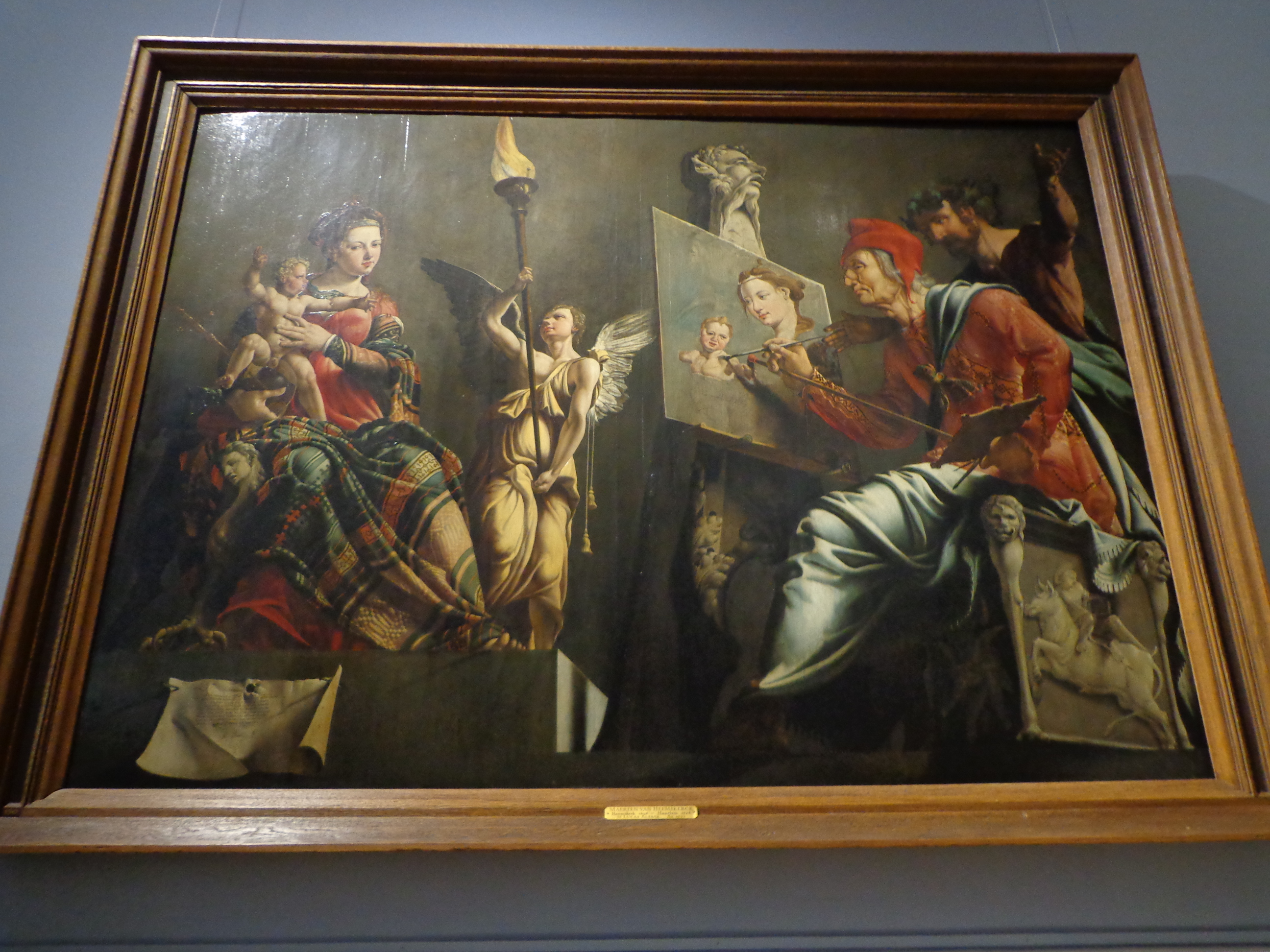
La pintura vista desde un ángulo bajo, como debe ser vista.
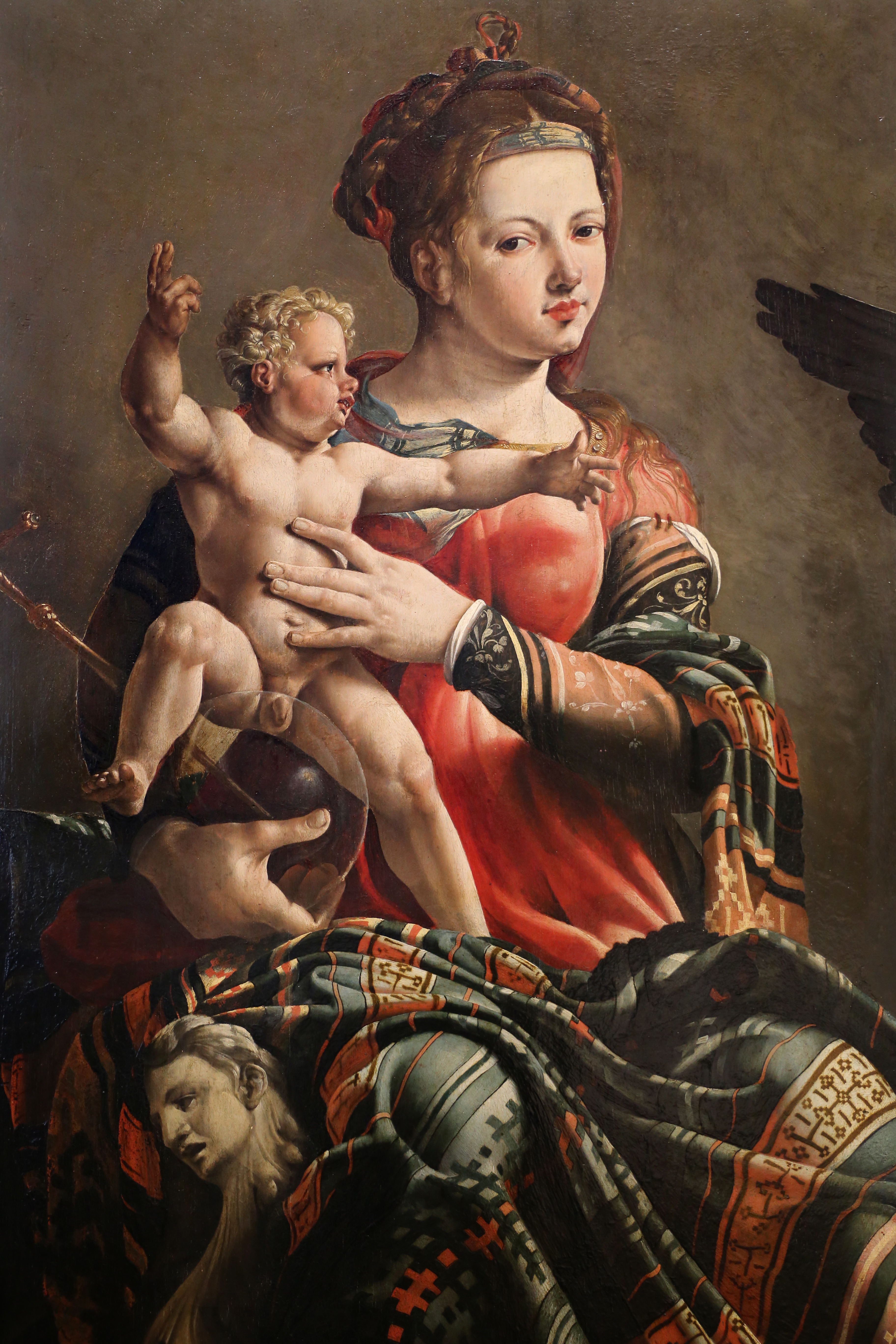
Detalle de la madonna
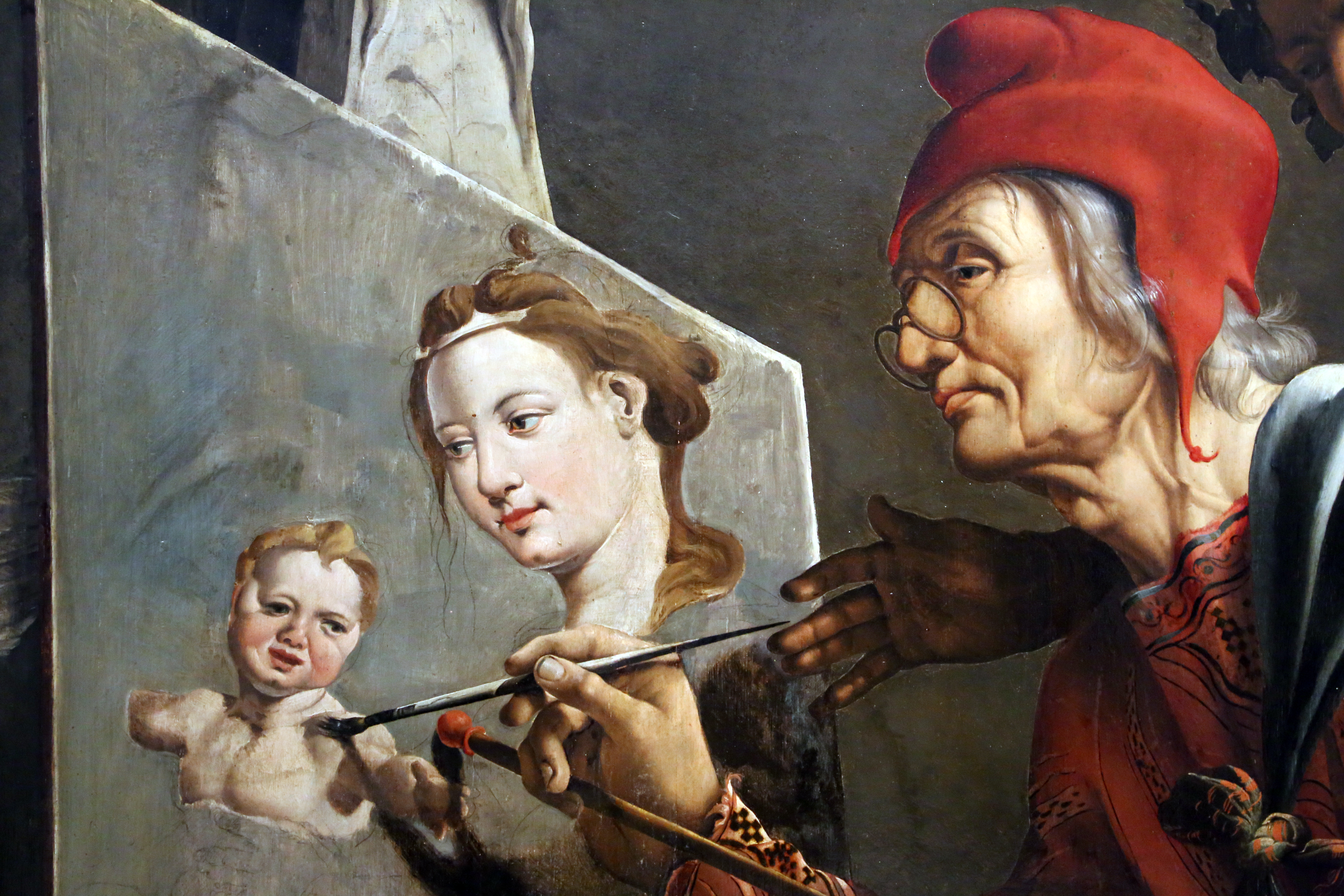
Detalle de San Lucas
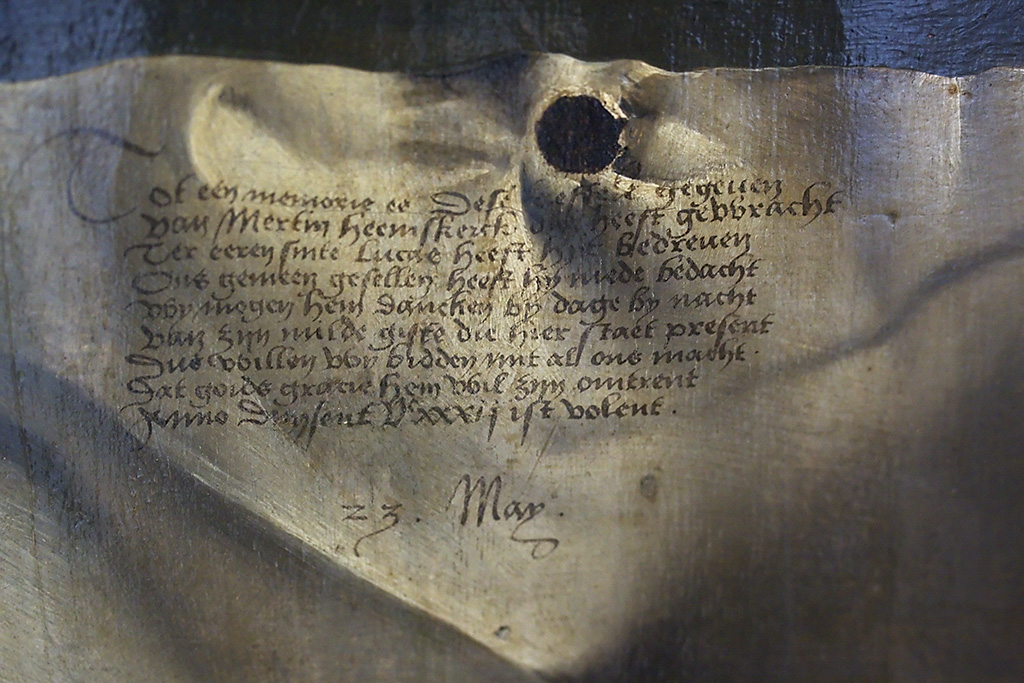
Detalle del "papel" escrito abajo a la izquierda

 La inscripción muestra que Heemskerck realizó la pintura tanto para sus colegas en el Gremio de San Lucas de Haarlem como para la memoria de San Lucas. Las diversas disciplinas que existían en el gremio en ese momento eran pintura, escultura, alfarería, tallado en madera, trabajos de orfebrería y oro, suministros de pintura y artes de dibujo, dibujo en perspectiva, grabado y pintura en sí. 

La idea de un autorretrato con una Madonna y un Niño en una pose algo similar a esta, fue pintada por el contemporáneo de Heemskerck, Jan Cornelisz Vermeyen, un poco antes de esta: 

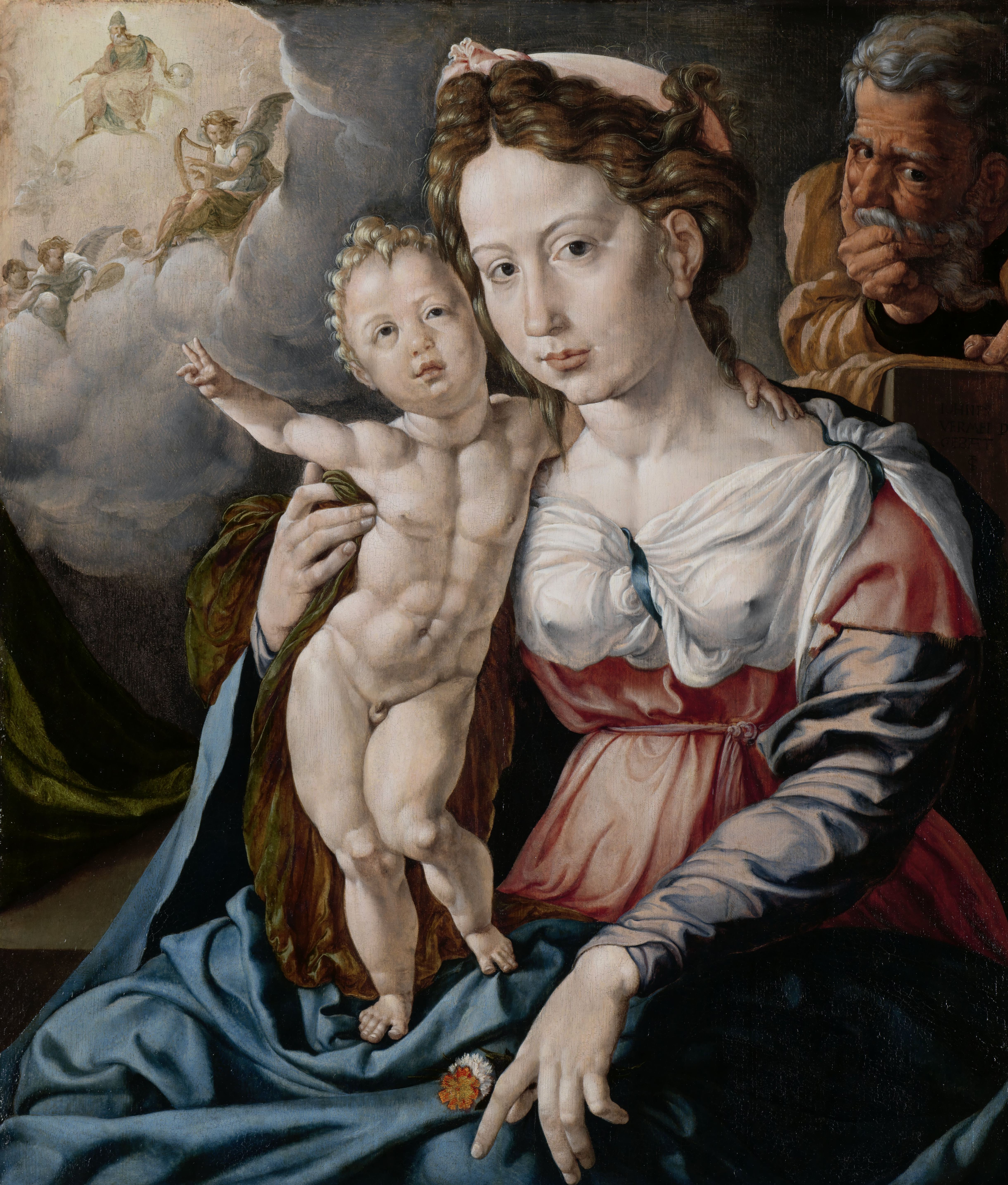
La Sagrada Familia , por Jan Cornelisz Vermeyen, c.1528